# ماريا فيودوروفنا (داغمار من الدنمارك)
ماريا فيودوروفنا، امبراطورة روسيا القرينة (26 نوفمبر 1847 - 13 أكتوبر 1928)، ولدت باسم الأميرة داغمار بصفتها إحدى أميرات سلالة آل شليسفيش-هولشتاين سوندربرغ-غلوكسبرغ الألمانية-الدنماركية المالكة لقلعة غلوكسبرغ الموجودة بدوقية شليسفيش. أصبحت لاحقًا أميرةً دنماركية بشكل رسمي قبل بلوغها السادسة من عمرها بأربعة أشهر، وذلك بعد أن أصبح والدها الوريث المفترض لعرش الدنمارك وبعد أن حصل على لقب الأمير الدنماركي. بعد اعتلاء والدها العرش أصبحت تعرف بـ الأميرة داغمار ابنة كريستيان التاسع، ملك الدنمارك؛ وقد كانت داغمار الابنة الثانية مولداً من بين الإناث لـ كريستيان التاسع ملك الدنمارك والأميرة لويز سليلة فريدريك الثاني، لاندغراف هيسن-كاسل، والرابعة في الترتيب من بين أبنائهما الستة جميعاً.
قبل بلوغها التاسعة عشرة بسبعة عشر يومٍ فقط، تزوجت من الإمبراطور ألكسندر الثالث، قيصر روسيا (ولي العهد آنذاك)؛ ثم أصبحت امبراطورة روسيا القرينة بعد اعتلائه العرش. كما أن اسمها كان قد تغير ليصبح ماريا فيودوروفنا قُبيل زواجها من ألكسندر، حيث أن اسم ماريا الأكثر ملاءمة للثقافة الروسية الأرثوذكسية مأخوذ من (ماري) وهو أحد أسمائها الأربعة التي أطلقت عليها بعد مولدها، فاسمها الكامل كان عبارة عن أربعة أسماء أطلقت عليها وهي: ماري صوفي فريدريكا داغمار.